# Heinz Bäni
Heinz Bäni (Zofingen, 18 de novembro de 1936 - 10 de março de 2014) foi um futebolista suíço que atuava como meia.

## Carreira
Heinz Bäni fez parte do elenco da Seleção Suíça na Copa do Mundo de 1966.